# Gilukhipa
Gilukhipa (o Gilu-Kheba; Kilu-Hepa in hurrita; Kirgipa in egizio: "La dea del sole Hepa è la mia forza") (1395/1390 a.C.) è stata una regina egizia della XVIII dinastia. Figlia di re Shuttarna II di Mitanni e sorella del suo successore Tushratta, andò in sposa al faraone Amenofi III il Magnifico.

## Biografia
Per ragioni politiche, Gilukhipa, tra i 12 e i 18 anni d'età, fu mandata in Egitto a unirsi in matrimonio con Amenofi III (ca. 1388/6 - 1350/49 a.C.). Divenuto re intorno ai 7 anni d'età, Amenofi III doveva essere diciassettenne quando sposò Gilukhipa. Per celebrare l'evento, il giovane faraone commissionò uno speciale set di scarabei commemorativi, datati al 10º anno del suo regno, che fece spedire agli altri sovrani del Vicino Oriente, fra cui i governanti d'Assiria e Babilonia e gli Ittiti - con i quali l'Egitto e Mitanni intrattenevano relazioni diplomatiche di primaria importanza. Il testo di uno di questi recita:
Gilukhipa divenne "Sposa secondaria del re", a significare che, per importanza, veniva dopo la Grande sposa reale di Amenofi III, la regina Tiy - a differenza della quale, Gilukhipa non sembra aver esercitato alcuna influenza politica. Non si hanno notizie di lei successive al suo ingresso in Egitto, e si è ipotizzato che possa essere morta entro il 36º anno di regno di Amenofi III, quando una nuova principessa mitannica, la giovane Tadukhipa, nipote di Gilukhipa, fu mandata in sposa all'ormai maturo faraone. In questo lasso di tempo, il nuovo re di Mitanni, Tushratta, inviò varie lettere ad Amenofi III lamentandosi di non avere notizie della propria sorella e chiedendo una statua di Gilukhipa in oro come "risarcimento". Le condizioni di vita all'interno dell'harem erano privilegiate e salubri, d'altronde non si può escludere che Gilukhipa sia morta poco dopo il suo arrivo in Egitto, per una malattia o per un intrigo di palazzo; è anche possibile che abbia assunto un nome egizio, scomparendo così, con il nome "Gilukhipa", dalla storia.